# Nové Nespeřice
Nové Nespeřice (německy Neu Nesperschitz) je malá vesnice, část obce Petrovice II v okrese Kutná Hora. Nachází se asi dva kilometry severně od Petrovic.
Nové Nespeřice leží v katastrálním území Staré Nespeřice o výměře 7,45 km².

## Historie
První písemná zmínka o vesnici pochází z roku 1291.